# Sadgati
Sadgati è un film del 1981 diretto da Satyajit Ray.